# Aethalura intermedia
Aethalura intermedia är en fjärilsart som beskrevs av Barend J. Lempke 1952. Aethalura intermedia ingår i släktet Aethalura och familjen mätare. Inga underarter finns listade i Catalogue of Life.